# Pep Joan Ferrer Aguiló
Pep Joan Ferrer Aguiló (Palma, 30 de gener de 1973) és un artista multidisciplinari mallorquí.
Format a l'Escola Superior de Disseny de Palma, és il·lustrador de llibres, cartells, calendaris, postals i mobles. Influenciat pels dibuixants japonesos d'estampes, Max i la línia clara per les seves il·lustracions o les de Paul Klee, Vassili Kandinski, les obres de Mondrian i Malévich i les transparències de Mark Rothko o la totèmica Louise Bourgeois. Com a pintor abstracte ha fer diverses exposicions, com l'exposició doble a la Galeria el Temple de Palma, titulada "Dibuixant Geometries" i "entre el Màxim i el Mínim" el 2013. El 2018 va fer un mural per l'aparcament de Comtat de Rosselló.